# Счётчик цикла
Счетчик цикла — термин в области разработки программного обеспечения, часто используемый для обозначения переменной, контролирующей повторы выполнения циклов (конструкции компьютерных языков программирования). Своё название термин получил благодаря тому, что в большинстве случаев использования этой конструкции её результат записывается в некоторую переменную, принимающую в качестве значения набор целых чисел в определенной последовательности (например, начиная с 0 и заканчивая 10 с шагом приращения 1).
Счетчики циклов изменяют своё значение при каждом прохождении цикла, подставляя уникальное значение для каждой отдельной итерации. Счетчик цикла используется для определения момента, когда цикл должен завершить свою работу, и программа продолжит своё выполнение, обратившись к следующим инструкциям после цикла.
По общему соглашению об именовании идентификаторов для счетчика циклов используются имена переменных i, j и k (и так далее, при необходимости), где i означает предельное значение счетчика циклов, при котором происходит выход из цикла, j — внутренний счетчик следующего цикла, и т. д. Некоторые программисты также используют обратный порядок. Подобный стиль в общем соответствует стилю, берущему своё начало в ранних временах программирования на языке Фортран, где соответствующие имена переменных начинались с указанных букв, причем переменные объявлялись явным образом как хранящие значения целого типа, что было очевидным выбором для счетчиков циклов для временного хранения нужных значений. Подобная практика также закрепилась в математической записи, где индексы суммы и умножения часто обозначаются i, j и т. д.

## Пример
Пример кода на языке Си, использующего вложенные циклы со счетчиками, в которых счетчик цикла обозначается переменными i и j:
```
for
 
(
i
 
=
 
0
;
 
i
 
<
 
100
;
 
i
++
)

   
for
 
(
j
 
=
 
i
;
 
j
 
<
 
100
;
 
j
++
)

      
some_function
(
i
,
 
j
);

```

## Дополнительные источники
- Анализ переменных контроля цикла в языке C